# Barh
Barh là một thành phố và khu đô thị của quận Patna thuộc bang Bihar, Ấn Độ. Barh nằm ở bờ nam của sông Ganga, một địa điểm phổ biến cho các nghi lễ hỏa táng của người Hindu. Nơi này nổi tiếng với Umanath, một ngôi đền Shiva trên bờ sông Ganga và đền Alakhnath và Lai, một loại kẹo ngọt giống như laddu, được biết đến với hương vị đậm đà. Barh còn được gọi là Chhitorgarh.

## Địa lý
Barh có vị trí 25°29′B 85°43′Đ / 25,48°B 85,72°Đ Nó có độ cao trung bình là 47 mét (154 foot).

## Nhân khẩu
Theo điều tra dân số năm 2001 của Ấn Độ, Barh có dân số 48.405 người. Phái nam chiếm 54% tổng số dân và phái nữ chiếm 46%. Barh có tỷ lệ 59% biết đọc biết viết, thấp hơn tỷ lệ trung bình toàn quốc là 59,5%: tỷ lệ cho phái nam là 66%, và tỷ lệ cho phái nữ là 52%. Tại Barh, 15% dân số nhỏ hơn 6 tuổi.

## Hành chính
Barh là một phần của khu vực bầu cử quốc hội Munger, nơi hình thành nên Hội đồng Lập pháp Bihar. Đây cũng là phân khu lâu đời nhất ở Ấn Độ. Gyanendra Singh Gyanoo hiện là Thành viên của Hội đồng Lập pháp Barh sau bốn cuộc bầu cử thành công liên tiếp kể từ năm 2005.